# Albeisa

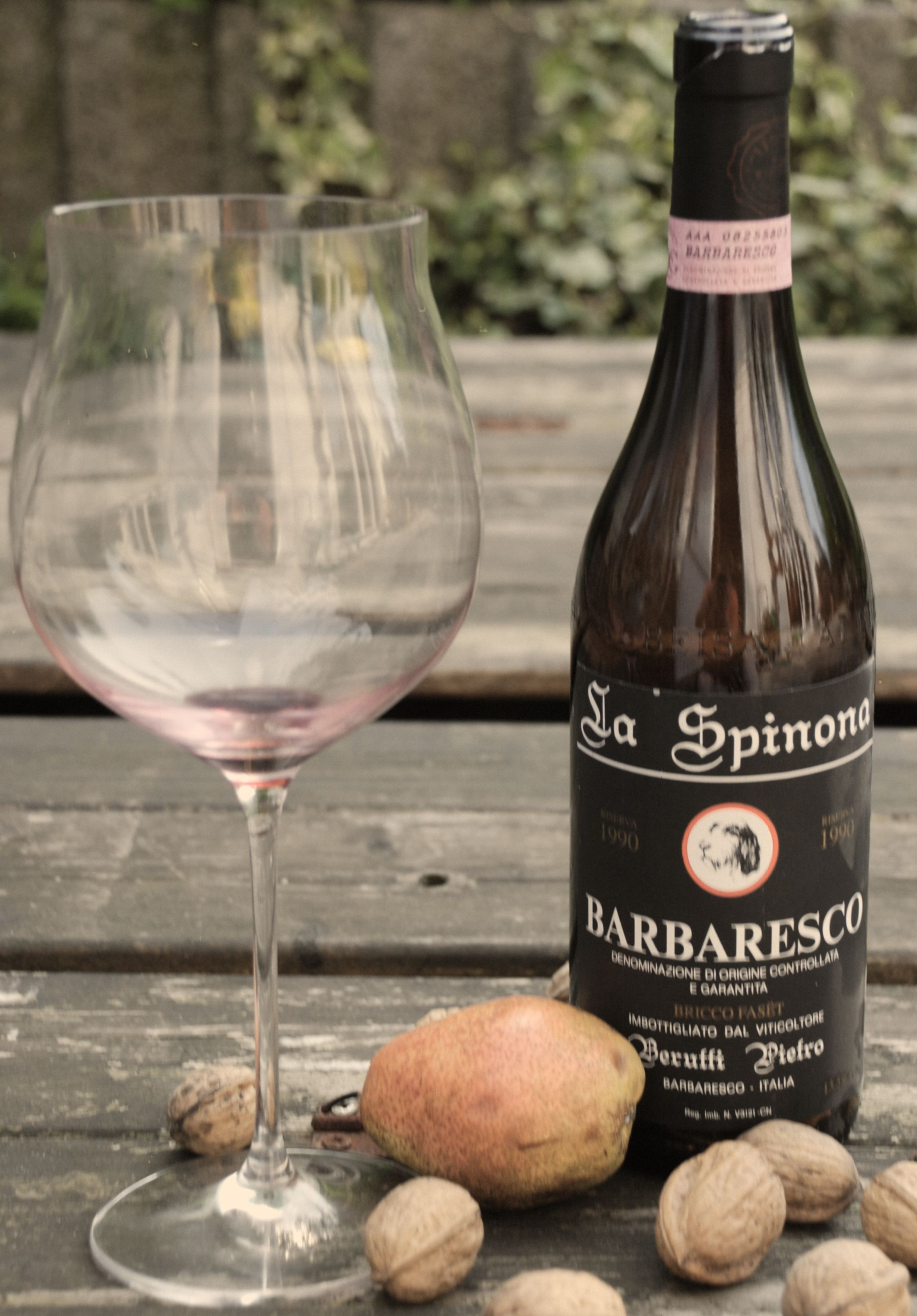
Bottiglia albeisa

L'albeisa è un tipo di bottiglia da vino. Prende il suo nome dalla città di Alba, nelle Langhe, famosa zona di produzione di vino in provincia di Cuneo. Assomiglia alla borgognotta, da cui differisce per la spalla più pronunciata.
Fu introdotta all'inizio del Settecento dai produttori albesi per contraddistinguere i propri vini.

## Caratteristiche
- Base: pronunciata
- Corpo: cilindrico fino a metà dell'altezza.
- Spalla: pronunciata.
- Collo: corto
- Cercine: cilindrico poco rilevato.
- Altezza: 30 cm circa.
- Capacità: 750 ml.

È utilizzata in Piemonte soprattutto per i vini rossi di langa quali Barolo, Barbera e Dolcetto. È quasi sempre di colore marrone, di buono spessore, e riporta sulla spalla per tutta la circonferenza la scritta "Albeisa".
Per rilanciare il suo utilizzo nel 1973 venne fondata l'associazione Albeisa con l'intento di tutelare questa bottiglia da vino storicamente adottata dai produttori dell'Albese.